# Martin Středa

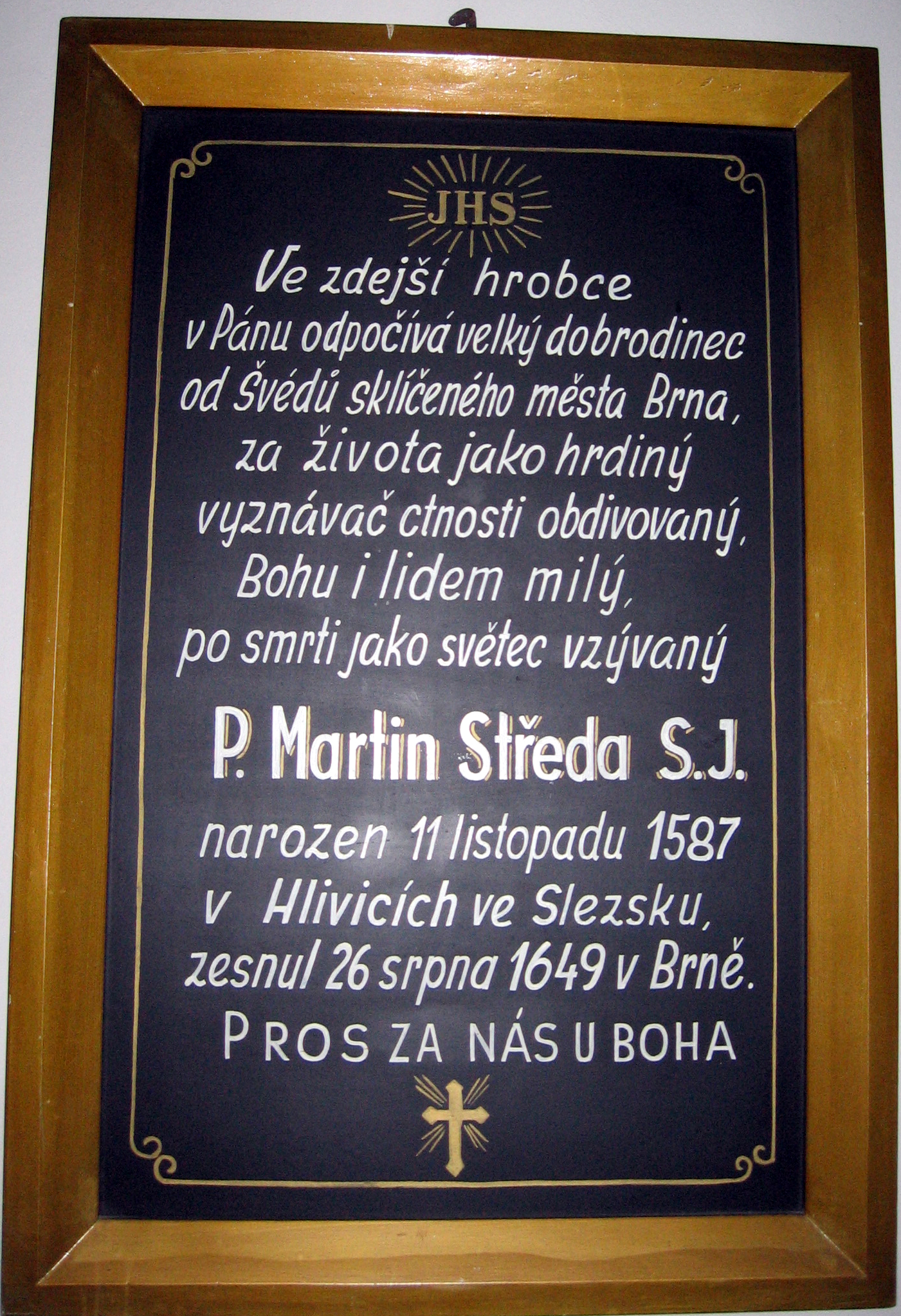
Pamětní deska

Martin Středa, SJ (německy: Martin Stredonius, polsky: Marcin Strzoda, lat.: Martinus Stredonius; také Martin Středovský; 11. listopadu 1587 nebo 1588, Hlivice, Opolské knížectví, Země Koruny české – 26. srpna 1649, Brno) byl římskokatolický kněz, jezuita, teolog a historik.

## Životopis
Martin Středa byl synem Martina, městského radního v Hlivicích, (dnešní polská část Slezska). Jeho matka Barbora byla sestra Jiřího Polenty ze Sudetu  Učil se v hlivické farní škole, a pak ve škole v Horním Hlohově. Po požáru Hlivic v roce 1601 rodina Středových zchudla.
V roce 1605 Středa začal studovat v katolickém semináři sv. Václava v Praze. O tři roky později (1608) vstoupil do Tovaryšstva Ježíšova v Praze, odkud byl poslán na noviciát do Brna. Tam začal teologické a filozofické studie; studoval také v Praze.
Po čtyřech letech nastoupil úřad děkana pražské filozofické fakulty. V letech 1626–1627 byl profesorem jezuitského kolegia v Nise a v letech 1628–1629 byl rektorem jezuitského kolegia v Brně. Výsledkem jeho vědecké práce byl doktorát z filozofie (1622) a teologie (1635) na Karlově univerzitě v Praze.
V roce 1645, jako katecheta české jezuitské provincie, se účastnil obrany Brna, které bylo od května do srpna toho roku obléhané Švédy (švédsko-německo-sedmihradským vojskem Lennarta Torstensona). Páter Martin Středa zemřel v noci z 25. na 26. srpna v roce 1649 v Brně. Jeho ostatky odpočívají v prosklené rakvi v kryptě jezuitského kostela Nanebevzetí Panny Marie v Brně. Jeho svátek: ctihodný Martin Středa je 26. srpna, v den jeho smrti (viz Liturgický kalendář římskokatolické církve pro území České republiky).

## Úcta a snahy o svatořečení
Podle historických pramenů byl Martin Středa už za svého života považován za svatého. Legenda praví, že Martinovi se měla během modlitby zjevit Panna Maria a slíbit mu, že pokud se bude město Brno držet Boha, nebude dobyto švédskými vojsky. Legenda dále hovoří o splnění Martinova proroctví zázračnou ochranou Panny Marie v podobě obrazu Madony Svatotomské (byl tehdy v kostele sv. Tomáše apoštola, po přestěhování augustiniánů na Staré Brno přemístěn do tamní baziliky Nanebevzetí Panny Marie, kde je dodnes /srpen 2024/).
Martin také předpovídal s neobyčejnou přesností jednotlivé útoky během obléhání. Je uváděno, že poslední dělová koule, vypálená během obléhání města Brna v roce 1645, jehož se Martin Středa aktivně účastnil jak jako obránce, tak i modlitbami, dopadla k jeho nohám a zůstala nehybně ležet.
Říkalo se o něm, že je anděl a pro jeho vlastnosti si jej hluboce vážili i císařové, Ferdinand III. a Leopold I. Po smrti byl otec Martin pohřben v kryptě v jezuitském kostele.
Císařský vojevůdce polní maršálek Louis Raduit de Souches měl údajně obrázek Martina Středy ve své soukromé kapli v Jevišovicích k soukromé úctě. Podle vlastních vzpomínek právě Martinovi Středovi vděčil za své obrácení na katolickou víru. Městská rada města Brna se rozhodla v roce 1671 sepsat list, ve kterém vypsala zásluhy otce Martina, aby byla památka na něj uchovávána ve městě do budoucnosti.
Při otevření hrobu v roce 1876 bylo shledáno jeho tělo neporušené a bylo přemístěno do prosklené rakve. Tvář stále neztratila jeho rysy shodné s dobovými portréty. Každý měsíc je v den jeho úmrtí (26. srpna) slavena mše na jeho památku.
Od roku 1978 se na jeho počest koná branný závod „Závod Martina Středy“. Zkratka ZMS byla z důvodů utajení vydávána (za komunistického režimu) za „Závod mladých svazarmovců“. V roce 1995 se o slavnosti Nanebevzetí Panny Marie, tedy 15. srpna, začala konat každoročně oslava Dne Brna. V jejím rámci je připomínán při mších svatých a dalších akcích Martin Středa, jeho působení v Brně a hlavně zásadní role při obléhání Brna (květen–srpen 1645). Od roku 2004 je mu zasvěceno nově budované duchovní centrum v Brně-Lesná.
Dne 11. listopadu 2009 byl v bývalém jezuitském kostele Nanebevzetí Panny Marie (kde je pohřben) slavnostně instalován nový zvon Martin Středa. Ten při své návštěvě Brna v září 2009 požehnal papež Benedikt XVI. Dne 27. ledna 2012 byla v Mahenově divadle) uvedena divadelní hra Černá Madona brněnská. Její děj popisuje obléhání Brna v roce 1645. Významnou postavou v ní je i Martin Středa.
K odkazu P. Martina Středy se v r. 2018 přihlásil Spolek Stredonius, když se v témže roce pokusil soudní cestou zabránit konání blasfemického divadelního představení „Naše násilí a vaše násilí“ režiséra Olivera Frljiće v Brně.

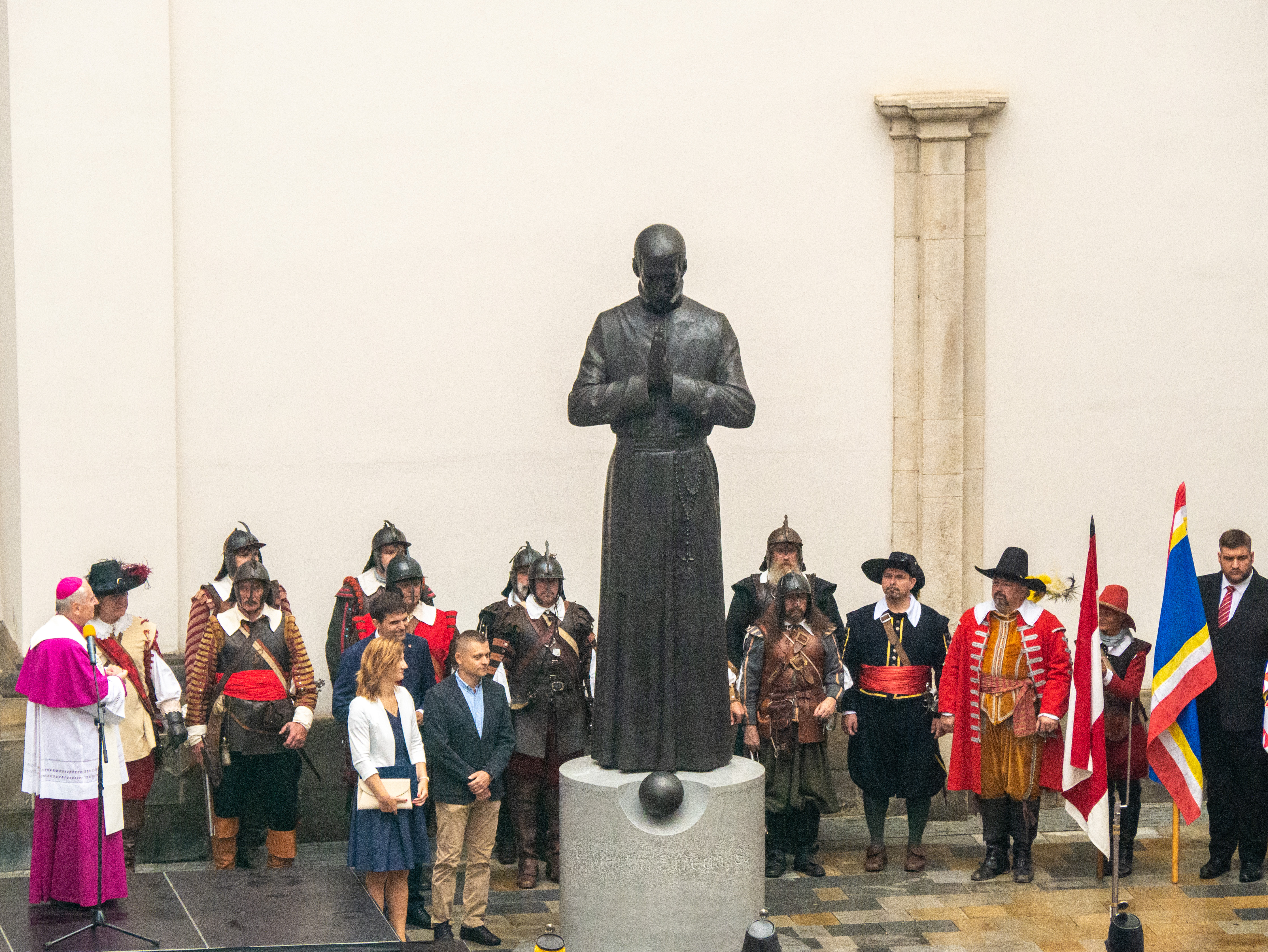
Odhalení sochy pátera Martina Středy

U kostela Nanebevzetí Panny Marie na nároží ulic Jezuitská a Beethovenova byla 15. srpna 2020 odhalena socha Martina Středy. Jezuitský řád připravuje jeho beatifikaci (blahořečení), přípravami byl pověřen P. Jiří Novotný, od roku 2015 existuje samostatná internetová stránka věnovaná tomuto tématu.
Dne 4. listopadu 2021 byl vydáním tzv. nihil obstat započat proces jeho blahořečení, čímž obdržel titul služebník Boží. Brněnská diecéze dále usiluje o Středovo blahořečení.